# Olivola
Olivola (Aulìvola in piemontese) è un comune italiano di 102 abitanti della provincia di Alessandria in Piemonte. Si trova su una collina, a 280 metri quota, del Basso Monferrato, a 19 chilometri di distanza da Casale Monferrato e 30 chilometri da Alessandria.

## Storia

### Simboli
Il gonfalone è un drappo di bianco.

## Monumenti e luoghi d'interesse
Il centro storico comprende la chiesa parrocchiale di San Pietro con campanile romanico.

## Società

### Evoluzione demografica
Abitanti censiti

### Qualità della vita e riconoscimenti
- "Comune Riciclone" più piccolo nell'anno 2011: un importante riconoscimento di Legambiente che premia Olivola per la raccolta differenziata dei rifiuti[5].

## Economia
L'economia è essenzialmente agricola.

## Amministrazione
Di seguito è presentata una tabella relativa alle amministrazioni che si sono succedute in questo comune.
| Periodo        | Periodo        | Primo cittadino    | Partito                             | Carica  | Note  |
| -------------- | -------------- | ------------------ | ----------------------------------- | ------- | ----- |
| 16 giugno 1988 | 5 giugno 1993  | Luigi Lanzetta     | Democrazia Cristiana                | Sindaco | [ 6 ] |
| 16 giugno 1993 | 28 aprile 1997 | Luigi Lanzetta     | -                                   | Sindaco | [ 6 ] |
| 28 aprile 1997 | 14 maggio 2001 | Luigi Lanzetta     | lista civica                        | Sindaco | [ 6 ] |
| 25 maggio 2001 | 30 maggio 2006 | Paolo Ceresa       | lista civica                        | Sindaco | [ 6 ] |
| 30 maggio 2006 | 16 maggio 2011 | Paolo Ceresa       | lista civica                        | Sindaco | [ 6 ] |
| 16 maggio 2011 | 6 giugno 2016  | Gianmanuele Grossi | lista civica Torre con ramo d'ulivo | Sindaco | [ 6 ] |
| 6 giugno 2016  | 3 ottobre 2021 | Gianmanuele Grossi | lista civica Torre con ramo d'ulivo | Sindaco | [ 6 ] |
| 3 ottobre 2021 | in carica      | Gianmanuele Grossi | lista civica Torre con ramo d'ulivo | Sindaco | [ 6 ] |